# Bois-de-Haye
Bois-de-Haye ist eine französische Gemeinde mit 2.333 Einwohnern (Stand: 1. Januar 2022) im Département Meurthe-et-Moselle in der Region Grand Est. Sie gehört zum Arrondissement Toul und zum Kanton Le Nord-Toulois.
Sie entstand als Commune nouvelle mit Wirkung vom 1. Januar 2019 durch die Zusammenlegung der bisherigen Gemeinden Sexey-les-Bois und Velaine-en-Haye, die in der neuen Gemeinde den Status einer Commune déléguée haben. Der Verwaltungssitz befindet sich im Ort Velaine-en-Haye.

## Gliederung
| Ortsteil                          | ehemaliger INSEE-Code | Fläche (km²) | Einwohnerzahl zum 1. Januar 2022 |
| --------------------------------- | --------------------- | ------------ | -------------------------------- |
| Velaine-en-Haye (Verwaltungssitz) | 54557                 | 17,87        | 1.900                            |
| Sexey-les-Bois                    | 54506                 | 06,81        | .0433                            |

## Geographie
Die Gemeinde liegt rund zwölf Kilometer westlich von Nancy im Tal der Mosel. An der südlichen Gemeindegrenze verläuft die Autobahn A31. Nachbargemeinden sind: Aingeray im Norden, Liverdun im Nordosten, Champigneulles im Westen, Laxou im Südwesten, Maron im Süden, Gondreville im Südwesten und Fontenoy-sur-Moselle im Westen.